# Ясное (Луганская область)
Ясное (укр. Ясне) — посёлок в Лутугинском районе Луганской области. Входит в Иллирийский сельский совет.

## Географическое положение
Посёлок расположен на реке Ольховой. Соседние населённые пункты: сёла Иллирия, Ушаковка, Захидное, посёлок Новопавловка (все выше по течению Ольховой) на западе; Врубовский, Успенка и город Лутугино (все ниже по течению Ольховой) на востоке, посёлки Комсомолец на северо-западе и Белореченский, Ленина на северо-востоке, Мирное на юге.

## История
После провозглашения независимости Украины оказалось в составе Украины.
Население по переписи 2001 года составляло 339 человек.
С весны 2014 года в составе Луганской Народной Республики.

## Местный совет
92018, Луганская обл., Лутугинский р-н, с. Иллирия, ул. Советская, д. 15; тел. 23-2-48